# Fabíola
Fabíola ou A Igreja das Catacumbas (no original inglês, Fabiola or, the Church of the Catacombs) é o título de um romance religioso do cardeal anglo-hispânico Nicholas Wiseman, publicado em 1854.

## História
Em 1835, Cardeal Wiseman chega a Inglaterra com a missão de auxiliar na catequização católica do país, por ordem do papa Pio VII. Wiseman foi o primeiro cardeal residente na Inglaterra após a Reforma Anglicana de Henrique VIII e teve sua formação supervisionada pelo próprio papa Pio VII, sendo assim foi o escolhido para escrever o livro Fabíola.
A razão de escrever o livro se dera devido à popularidade que o gênero romance se encontrava na época em terras britânicas e a vontade de criar uma "biblioteca popular" com temáticas católicas.
Ao contrário das tradições do século XIX, onde a leitura se dava de forma coletiva, a individualidade na leitura fora outro ponto a ser considerado para a publicação do romance.
No prefácio da primeira edição, o autor expõe suas razões da narrativa, as quais eram familiarizar o leitor com os usos, hábitos, sentimentos e espírito dos primeiros séculos do cristianismo.

## Enredo
A história se passa na Roma dos princípios do século IV, durante as perseguições aos cristãos promovidas no império de Diocleciano.
A heroína do livro é Fabíola, uma bela jovem de família romana nobre. Ela é mimada por seu pai, Fábio, que não lhe nega nada. Fabíola parece ter de tudo, inclusive uma educação primorosa em filosofia mas, apesar das aparências, ela não está feliz. Um dia, num acesso de raiva, ataca e fere a filha de uma escravo sua, Syra, que secretamente era uma cristã. A fútil menina romana é, entretanto, humilhada com a humildade de Syra, que reage a esta situação com resignação e maturidade. Uma lenta transformação tem início na jovem voluntariosa, que culmina finalmente na sua própria conversão ao cristianismo, levada por Syra e por sua própria prima, Inês, que é sua grande amiga.
Um outro plano da história trata do jovem Pancrácio, um piedoso cristão e filho de um mártir. O adversário de Pancrácio é Corvino, um colega de escola que irrita-se com a santidade do rapaz. Ele faz tudo para destrui-lo e às comunidades cristãs que se reúnem ocultamente nas catacumbas. Isso inclui anteriormente haver orquestrado o linchamento do professor de ambos, Cassiano, também um cristão. Neste episódio Pancrácio teve ocasião de mostrar ao rival o exemplo de perdão cristão, poupando-lhe a vida, logo após a morte de Cassiano.
O maior vilão da história é o enigmático Fúlvio, um jovem rico do leste, que logo revela-se perseguidor dos cristãos, capturando-os para as autoridades em troca da recompensa. Seus objetivos são conquistar a mão de Fabíola ou de Inês, ao tempo em que visa extirpar os cristãos de Roma. 
Após eventos dramáticos que revelam surpreendentes ligações entre ele e Syra, que na verdade era sua irmã mais nova, há tempos desaparecida, cujo nome verdadeiro era Myriam, Fúlvio então abandona sua vida de crimes, convertendo-se ao cristianismo e se tornando um ermitão.

## Santos e martírios
O enredo também narra vários martírios baseados no hagiológio e lendas de santos cristãos reais. Ali estão incluídos santos como Santa Inês, São Sebastião, São Pancrácio, São Cassiano, Santa Emerenciana e São Tarcísio. Duas exceções são as personagens de Fabíola e da menina mendiga e cega, amiga de Syra e companheiro cristão, chamada Cecília. Embora ostentem nomes de santos, não correspondem a Santa Fabíola (que viveu depois) e Santa Cecília, cuja lenda é bastante diferente da história da Cecília romanceada.